# Noomi Rapace
Noomi Rapace (tiếng Thụy Điển: [ˈnuːmɪ raˈpasː] ⓘ; nhũ danh Norén; sinh ngày 28 tháng 12 năm 1979) là một nữ diễn viên người Thụy Điển. Cô trở nên nổi tiếng sau vai diễn Lisbeth Salander trong loạt phim Milennium. Với vai diễn này, cô giành hạng mục nữ diễn viên xuất sắc nhất ở giải Satellite, và đồng thời được đề cử cho hạng mục này ở các giải BAFTA, giải Emmy và giải thưởng điện ảnh châu Âu.
Cô cũng được biết đến rộng rãi với vai Anna trong Daisy Diamond (2007), Leena trong Beyond (2010), Anna trong phim The Monitor (2011), vai Simza Heron trong Sherlock Holmes: Trò chơi của bóng đêm (2011), vai Elizabeth Shaw trong Hành trình đến hành tinh chết (2012) và Quái vật không gian (2017), vai Beatric trong Dead Man Down (2013), vai Nadia trong The Drop (2014), vai Raisa Demidova trong Child 44 (2015), bảy vai khác nhau trong Chuyện gì xảy ra với Thứ Hai (2017), và cùng một số vai diễn khác.

## Thời thơ ấu

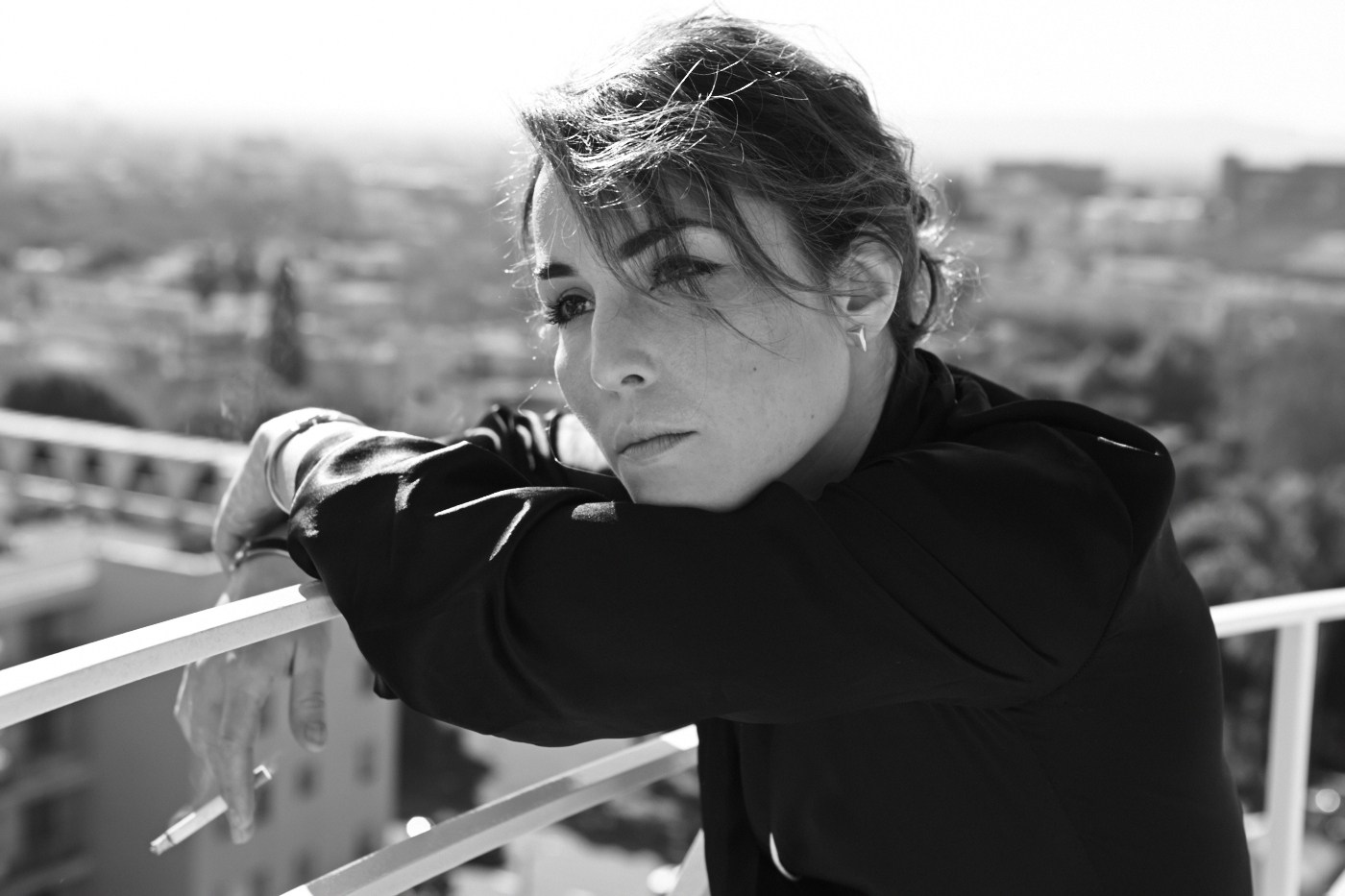
Noomi ở Los Angeles, 2015

Noomi được sinh ra ở Hudiksvall, Thụy Điển. Mẹ của cô là bà Nina Noren (tên cũ Kristina Noren, sinh năm 1954) cũng là một nữ diễn viên người Thụy Điển, còn ba cô là ông Rogelio Duran (sinh ngày 10 tháng 11 năm 1953 mất ngày 4 tháng 11 năm 2006) là một ca sĩ nhạc Flamenco đến từ Badajoz.
Cô nói rằng ba cô có thể có gốc người Romani, và cô nghĩ rằng "không chắc chắn có đúng không", cô "luôn luôn có niềm hứng thú với nền văn hóa của Romani". Chị của Noomi là Saerun Noren là một nhiếp ảnh gia.
Noomi nói cô chỉ gặp ba của mình vài lần trước khi ông mất. Lúc 5 tuổi, cô chuyển từ Thụy Điển tới Flúðir, Iceland cùng mẹ ruột và cha kế. Hai năm sau, cô tham gia diễn xuất với vai diễn nhỏ trong một bộ phim của Iceland tên In the Shadow of the Raven.
Noomi nói sành sõi tiếng Iceland, Đan Mạch, Na Uy và tiếng Anh cùng với tiếng mẹ đẻ Thụy Điển.

## Nghề nghiệp

### Công việc đầu tiên
Ở tuổi lên 7, Noomi được giao diễn đầu tiên trong đời là một vai nhỏ phụ không có lời thoại trong một bộ phim của Iceland tên In the Shadow of the Raven của đạo diễn Hrafn Gunnlaugsson. Điều này đã thúc đẩy cô trở thành diễn viên. Cô rời khỏi nhà lúc năm lên 15 tuổi để theo học lại trường Nghệ thuật Stockholm.
Năm 1996, cô tham gia series phim dài hơi tên Tre Kronor với Lucinda Gonzales như để mở màn cho sự nghiệp diễn xuất của mình. Từ năm 1998 tới năm 1999, Noomi học diễn xuất tại trường Skara Skolscen. Cô cũng tham gia học tại Học Viên Diễn xuất từ năm 2000 tới 2001, Orionteatern năm 2001, Teater Galeasen năm 2002, Stockholm Stadsteater năm 2003, cũng nhưng trường Royal Dramatic Theater, tất cả đều ở Stockholm.
Năm 2007, cô thắng giải cho vai diễn người mẹ tuổi teen rắc rối trong bộ phim Daisy Diamond của Đan Mạch, đạo diễn bởi Simon Staho. Cô cũng thắng hai giải khác ở Đan Mạch (bao gồm giải Bodil và Robert) là giải Diễn viên nữ chính xuất sắc nhất cho vai diễn của mình, sau này cũng được lựa chọn để tranh giải tại liên hoan phim quốc tế San Sebastian. Bộ phim nhận nhiều đánh giá tiêu cực vì bị cho rằng đã có xâm hại tới diễn viên nhí trong quá trình sản xuất
Năm 2009, cô thủ vai Lisbeth Salander trong bộ phim được Thụy Điển sản xuất thuộc series bộ tác phẩm ăn khách của nhà văn Stieg Larsson là Cô gái với hình xăm rồng, nhờ vai diễn này mà cô đã thắng giải Guldbagge và được đề cử cho Giải BAFTA và Giải Phim Châu Âu. Sau đó cô cũng tiếp tục đóng vai Lisbeth trong phần sau tên Cô gái đùa với lửa và Cô gái phá hủy tổ ong (cả ba phầp phim sau đó đã được chia thành 6 phần nhỏ và được phát sóng trên đài truyền hình Thụy Điển với tựa đề Milennium)

### Thành Công Quốc tế
Bô phim nói tiếng Anh đầu tiên của Noomi là vai Quý cô Simza Heron trong bộ phim của đạo diễn Guy Ritchie là Sherlock Holmes: Trò chơi Bóng Tối, phát hành năm 2011.
Danh tiếng quốc tế đã giúp Noomi giành được nhiều vai chính trong nhiều bộ phim khác nhau. Như vai chính là nhà khoa học Elizabeth Shaw trong phim bom tấn Prometheus (tên tiếng Việt Bí ẩn hành tinh chết) của đạo diễn Ridley Scott. Noomi gặp đạo diễn Scott lần đầu tiên sau khi bộ phim Milennium ra mắt, Scott đã ngỏ lời muốn được hợp tác với Noomi và khuyến khích cô học thêm tiếng Anh. Prometheus được ra rạp vào tháng 6 năm 2012. Tuy nhiên Noomi lại không xuất hiện trong phần tiếp theo của Promethus là Alien: Covenant nhưng có tham gia một vai nhỏ trong phần phụ.
Tháng 11 năm 2012, cô xuất hiện trong video ca nhạc "Doom and Gloom" của nhóm Rolling Stones được quay ở studio Cite du Cinema đạo diễn bởi Luc Besson ở Saint-Denis.
Năm 2013, cô đóng vai chính cùng với Rachel McAdams trong phim kinh dị "Passion" của đạo diễn Brian De Palma - đây là bản làm lại bằng tiếng Anh từ bộ phim gốc Love Crime của Pháp ra mắt năm 2010. Cả hai đều xuất hiện trong Sherlock Holmes: Trò chơi bóng tối nhưng không xuất hiện cùng lúc trong bộ phim. Noomi cũng xuất hiện trong bộ phim kinh dị Dead Man Down của đạo diễn Niels Arden Oplev, cùng với Isabella Huppert và Colin Farrell.
Năm 2014, cô đóng vai Nadia trong bộ phim kinh dị khác của đạo diễn Michael Roskam tên The Drop cùng với Tom Hardy, Matthias Schoenaerts và James Gandolfini. Tháng 9 năm 2014, cô có một bộ phim ngắn kể về mình tên là A Portrait of Noomi Rapace, được đạo diễn bởi nghệ sĩ và nhà thiết kế Aitor Throup và phát hành bởi Flying Lotus. Cùng một năm, Noomi cũng xuất hiện video trong đĩa đơn "eez-eh" của Kasabian.

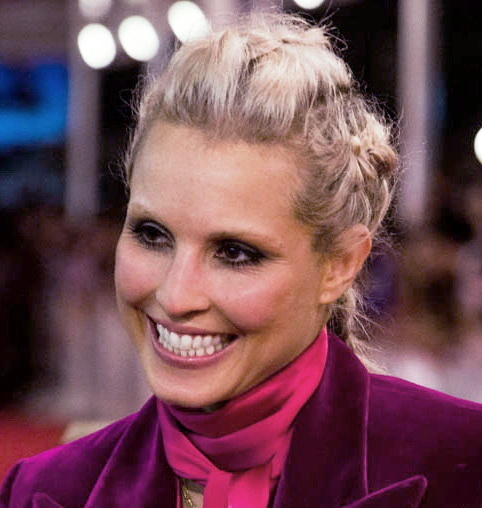
Noomi tại 2014 Liên hoan Phim San Sebastian.

Năm 2015, cô đóng vai Raisa Demidov bộ phim Child 44 của đạo diễn Daniel Espinosa, đối đầu với vai của diễn viên Tom Hardy (từng hợp tác với Noomi trong The Drop) cùng với sự tham gia của Gary Oldman, Vincent Cassel, Jason Clarke và Joel Kinnaman.
Noomi sẽ tham gia bộ phim khoa học viễn tưởng kinh dị Brilliance tuy nhiên vẫn chưa có thông tin cho biết cô sẽ diễn vai như thế nào. Cô cũng tham gia phim kinh dị điệp viên Unlocked với Michael Douglas, John Malkovich, Orlando Bloom và Toni Collette, cũng như bảy vai diễn khác nhau trong bộ phim viễn tưởng "Bảy chị em" (được Netflix phát hành với tựa đề "Chuyện gì xảy ra với Thứ Hai") cùng với Glenn Close và William Dafoe và một bộ phim viễn tưởng khác là Rupture của đạo diễn Steven Shainberg.
Ngày 12 tháng 5 năm 2015, có tin Noomi sẽ đóng vai ca sĩ opera Maria Callas trong bộ phim hồi kí đạo diễn bởi Niki Caro. Ngày 5 tháng 11 năm 2015, Noomi được cho là sẽ thể hiện nữ ca sĩ quá Amy Winehouse trong bộ phim hồi kí về cuộc đời của cô được đạo diễn bơi Kirsten Sheridan.

## Cuộc sống cá nhân
Noomi đã kết hôn với diễn viên người Thụy Điển tên Ola Norell vào năm 2001. Sau khi kết hôn, cặp đôi quyết định dùng "Rapace" làm họ vì nó có nghĩa là "chim săn mồi" trong tiếng Pháp, vì nó "nghe có vẻ ngầu". Họ có một con trai tên Lev.
Tháng 9 năm 2010, cả hai quyết định ly hôn và tất cả thủ tục được hoàn thành vào năm 2011.